# Annona pittieri
Annona pittieri este o specie de plante angiosperme din genul Annona, familia Annonaceae, descrisă de John Donnell Smith. Conform Catalogue of Life specia Annona pittieri nu are subspecii cunoscute.